# Sorkikápolna
Sorkikápolna is een plaats (község) en gemeente in het Hongaarse comitaat Vas. Sorkikápolna telt 266 inwoners (2001).